# Гудков, Степан Фёдорович
Степан Фёдорович Гудков (1914, с. Вятки, Барнаульский уезд, Томская губерния — 1994, Новокузнецк, Россия) — старший люковой коксохимического цеха Кузнецкого металлургического комбината, Герой Социалистического Труда.

## Биография
Родился в селе Вятки (ныне Усть-Пристанского района Алтайского края).
С 1933 года работал в коксовом цехе Кузнецкого металлургического комбината.
С 1935 по 1938 год служил в РККА и после возвращения вернулся в свой цех.
Во время войны работал на выплавке стали для танковой брони, старший люковой коксохимпроизводства. В 1943 году добился регулярной загрузки коксовых печей 17,2 тонны при плане 16,5 тонн.
За выдающиеся успехи, достигнутые в деле развития черной металлургии, Указом Президиума Верховного Совета СССР от 19 июля 1958 года присвоено звание Героя Социалистического Труда.
С 1963 года на пенсии. Умер в Новокузнецке в 1994 году.
Семья: жена, пятеро детей.

## Награды
Награды: два ордена Ленина (1945, 1958), орден Трудового Красного Знамени (1951), орден «Знак Почета» (1952), медали «За доблестный труд в Великой Отечественной войне 1941—1945 гг.» (1946), «За трудовую доблесть» (1949).